# Turystyka biznesowa
Turystyka biznesowa (skrót ang. MICE: Meetings, Incentives, Conferences and Exhibitions Industry) – obejmuje ogół czynności związanych z przejazdem i pobytem uczestników na różne spotkania grupowe, realizowane poza siedzibą organizatora – zleceniodawcy, w celach związanych z aktywnością zawodową uczestników; staje się coraz ważniejszym produktem turystycznym wielu miast i różnych obiektów spotkań .
Turystykę biznesową w praktyce dzieli się m.in. na:
- spotkania grupowe (seminaria, konferencje itp.),
- wystawy (targi, pokazy dla branży lub klientów),
- szkolenia, kursy,
- podróże motywacyjne,
- imprezy firmowe – imprezy integracyjne, motywacyjne.

Turystykę biznesową cechuje wysoka specjalizacja oraz osiąganie wyższych zysków niż w przypadku pozostałych rodzajów turystyki, inwestycje w infrastrukturę, jak i obiekty specjalnie przeznaczone dla spotkań grupowych. Jest ona utożsamiana często z podróżami służbowymi, mianem których określa się wszystkie podróże, których cele są związane z pracą lub interesami zawodowymi podróżującego.
Turystyka biznesowa to pewien fragment podróży służbowych, które dzieli się na indywidualne podróże służbowe oraz podróżne na turystykę biznesową (spotkania grupowe, uczestnictwo w targach, wystawach lub imprezach konsumenckich, podróże motywacyjne i turystykę korporacyjną). Zatem podróże służbowe są pojęciem szerszym. Natomiast turystyka biznesowa to głównie podróże na spotkania grupowe .
Turystyka biznesowa ma coraz większe znaczenie gospodarcze. Stanowi też w turystyce międzynarodowej sektor niezwykle trwały i o dyskretnej, ale za to regularnej ekspansji.
Turystykę biznesową nazywa się także „przemysłem spotkań” (Meetings Industry). Używa się również skrótu MICE – meeting-incentive-conferences-exhibitions (spotkania – imprezy motywacyjne – konferencje – wystawy). Inne określenia turystyki biznesowej to „Meeting Industry” lub „Business tourism” lub „Spotkania konferencyjne” (kongresy, konferencje, sympozja, seminaria, szkolenia, zgromadzenia i inne)   .